# Osen
Osenⓘ ist eine Kommune im norwegischen Fylke Trøndelag. Die Kommune hat 891 Einwohner (Stand: 1. Januar 2025). Verwaltungssitz ist der gleichnamige Ort Osen.

## Geografie

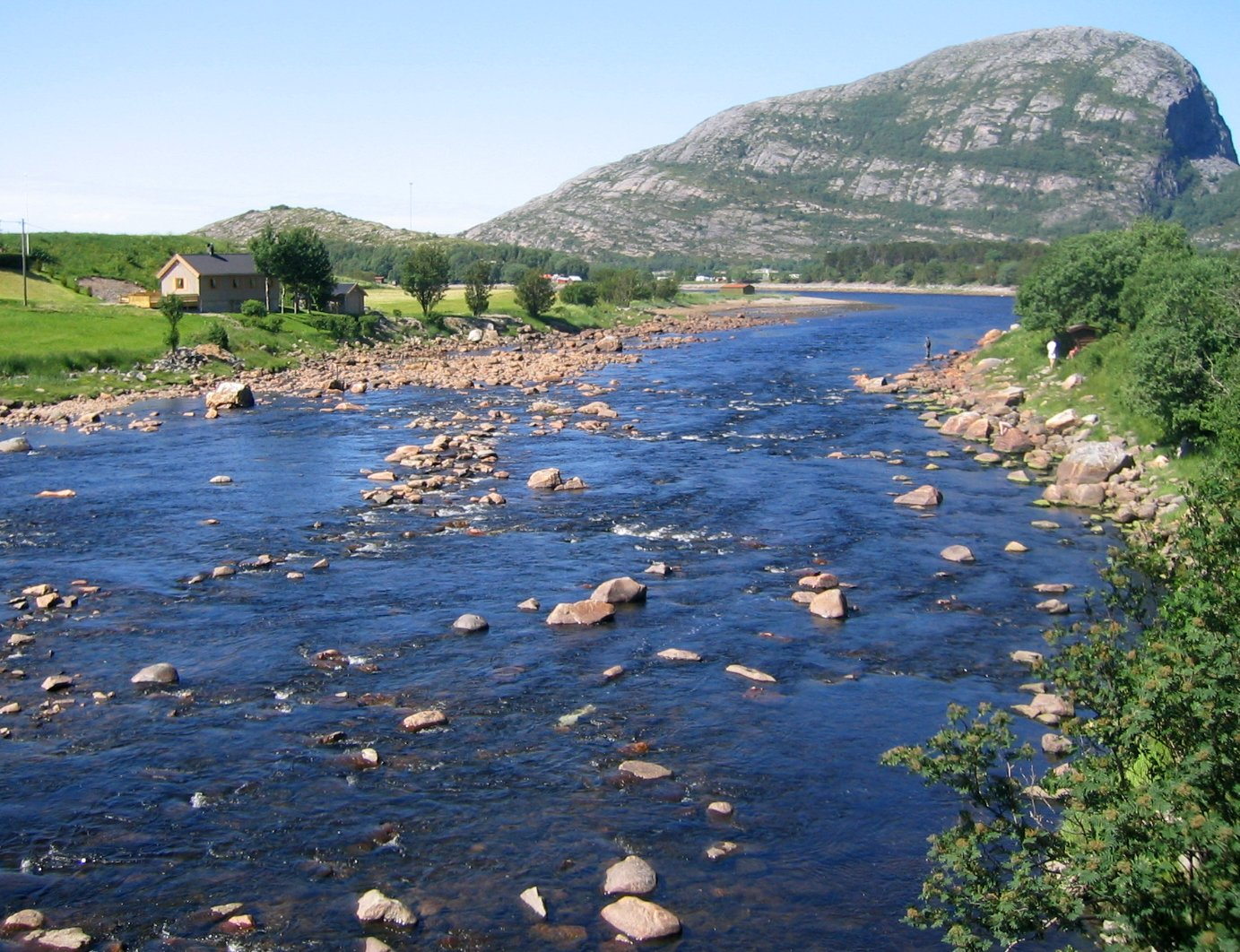
Blick auf die Steinsdalselva

Osen liegt an der norwegischen Westküste und umfasst neben einem Gebiet auf dem Festland auch mehrere Inseln und Holme. Die Gemeinde grenzt an Flatanger im Norden, Namsos im Osten und Südosten sowie Åfjord im Süden. Des Weiteren bestehen weiter vom Festland entfernt im Süden eine Grenze zur Inselkommune Frøya. Auf dem Festland schneiden sich mehrere kürzere Fjorde ein. Zu diesen gehören die unter anderem die Fjorde Vingan, Svesfjorden und Osenfjorden. Die Fjorde führen jeweils in Richtung Südosten in das Land. An den Osenfjord schließt sich die Buch Osen an, an dessen Ostküste die Ortschaft Osen liegt. In Osen mündet der Fluss Steindalselva ins Meer. Dieser durchfließt die Kommune in Ost-West-Richtung durch das Tal Steinsdalen.
Neben dem Haupttal der Kommune befinden sich vor allem kürzere Täler in Osen. Das Terrain ist ansonsten von spärlich bewaldeten Erhebungen geprägt. Diese erreichen auf dem Festland weitgehend Höhen von 450 bis 600 moh., in Küstennähe etwas weniger. Die Erhebung Storheia (südsamisch Jorpetjahke) auf der Grenze zu Namsos stellt mit einer Höhe von 600,5 moh. den höchsten Punkt der Kommune Osen dar. Die größten Seen liegen im Landesinneren, wo es auch einige Moorflächen gibt. Die Gesamtfläche der Kommune beträgt 387,1 km², wobei Binnengewässer zusammen 17,48 km² ausmachen.

## Einwohner
Die Zahl der Einwohner ging nach dem Ende des Zweiten Weltkriegs zurück. Der Großteil der Einwohner lebt im unteren Teil des Haupttals Steindalen, wo sich auch der Ort Osen befindet. Des Weiteren gibt es kleinere Ansiedlungen auf den südwestlichen Inseln sowie nördlich des Fjords Svesfjorden. In der gesamten Gemeinde liegen keine Tettsteder, also keine Ansiedlungen, die für statistische Zwecke als eine städtische Siedlung gewertet werden.
Die Einwohner der Gemeinde werden Osing genannt. Offizielle Schriftsprache ist wie in einigen weiteren Kommunen in Trøndelag Bokmål, also die weiter verbreitete der beiden norwegischen Sprachformen.
| Jahr          | 1986 | 1990 | 1995 | 2000 | 2005 | 2010 | 2015 | 2020 | 2025 |
| ------------- | ---- | ---- | ---- | ---- | ---- | ---- | ---- | ---- | ---- |
| Einwohnerzahl | 1359 | 1316 | 1211 | 1194 | 1052 | 1033 | 1010 | 948  | 891  |

## Geschichte

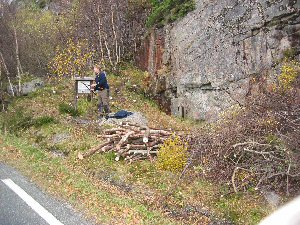
Felsritzungen von Strand

Die Gründung der Kommune Osen erfolgte zum 1. Juni 1892, als Bjønør in Stoksund mit 1122, Roan mit 2069 und Osen mit 1575 Einwohnern aufgespalten wurde.
Bis zum 31. Dezember 2017 gehörte Osen der damaligen Provinz Sør-Trøndelag an. Sie ging im Zuge der Regionalreform in Norwegen in die zum 1. Januar 2018 neu geschaffene Provinz Trøndelag über.
In der Kommune finden sich die Felsritzungen von Strand, aus der Steinzeit. Diese zeigen Tiere. Die Osen kirke ist eine Holzkirche aus dem Jahr 1877. Sie liegt in der Ortschaft Osen.

## Wirtschaft und Infrastruktur

### Verkehr

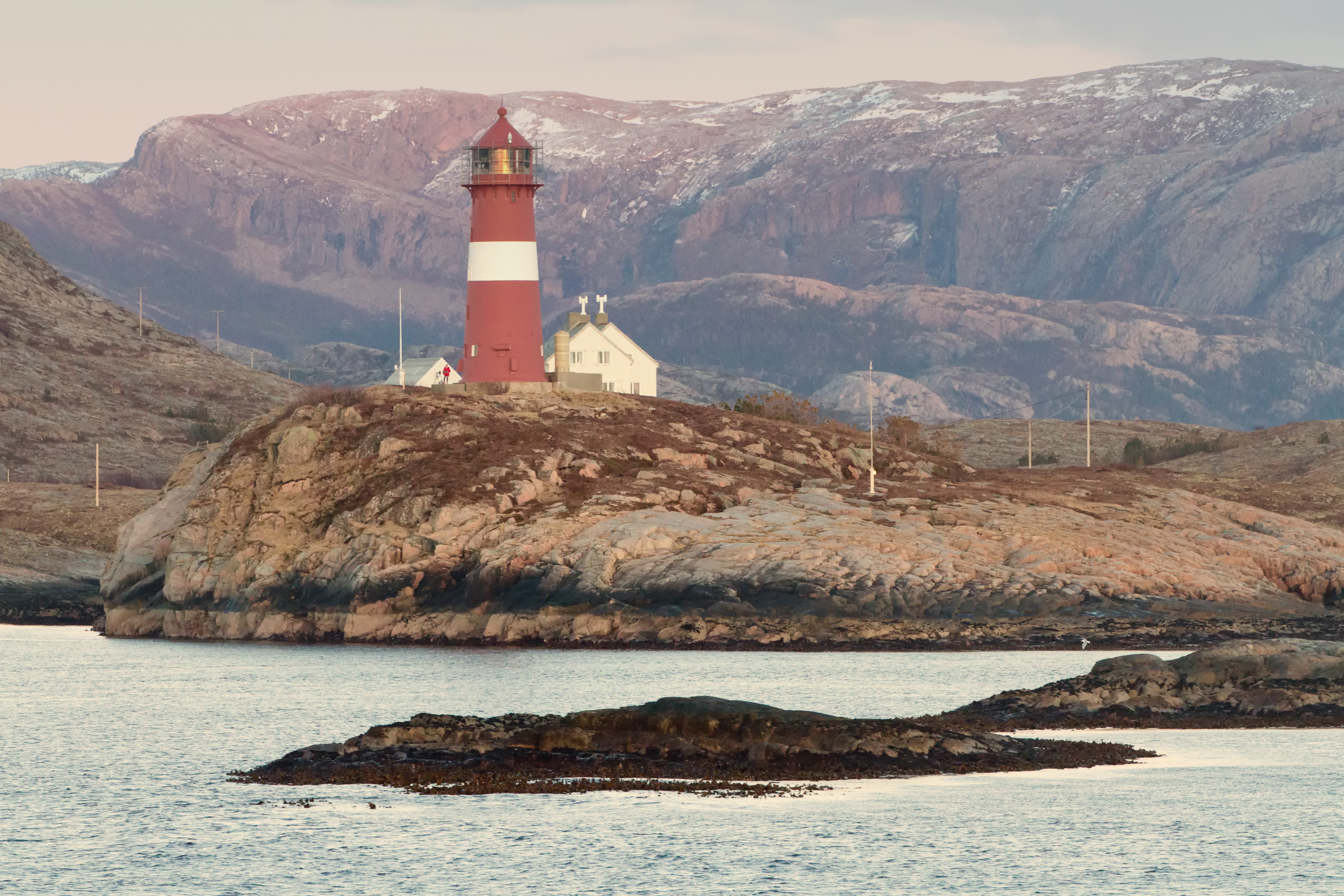
Buholmråsa fyr

Durch das Steinsdalen führt der Fylkesvei 715 von Namsos im Osten kommend an die Westküste. Etwa ab Höhe der Ortschaft Osen knickt die Straße in den Süden ab und verlässt die Kommune nach Åfjord. Auf dem Weg in den Süden befindet sich unter anderem die Brücke Straumholbrua. Durch den Norden der Kommune verläuft der Fylkesvei 6304, der von Flatanger in die Gemeinde führt. Auf der weit vom Festland entfernten kleinen Schäre Kya liegt der Leuchtturm Kya fyr. Dieser wurde 1920 errichtet und in den 1950er-Jahren automatisiert. Aufgrund seiner exponierten Lage wurde der Leuchtturm mehrfach schwerer beschädigt. Auf Buholmråsa liegt der 1917 errichtete Leuchtturm Buholmråsa fyr.

### Wirtschaft
Für die Lokalwirtschaft von größerer Bedeutung ist die Landwirtschaft, wobei die Tierhaltung typisch ist. Des Weiteren werden in Osen Lachse gezüchtet. Von geringerer Bedeutung ist die industrielle Produktion. Im Jahr 2020 arbeiteten von etwa 440 Arbeitstätigen zirka 320 in Osen selbst. Über 60 Personen pendelten in die Nachbarkommun Åfjord.

## Name und Wappen

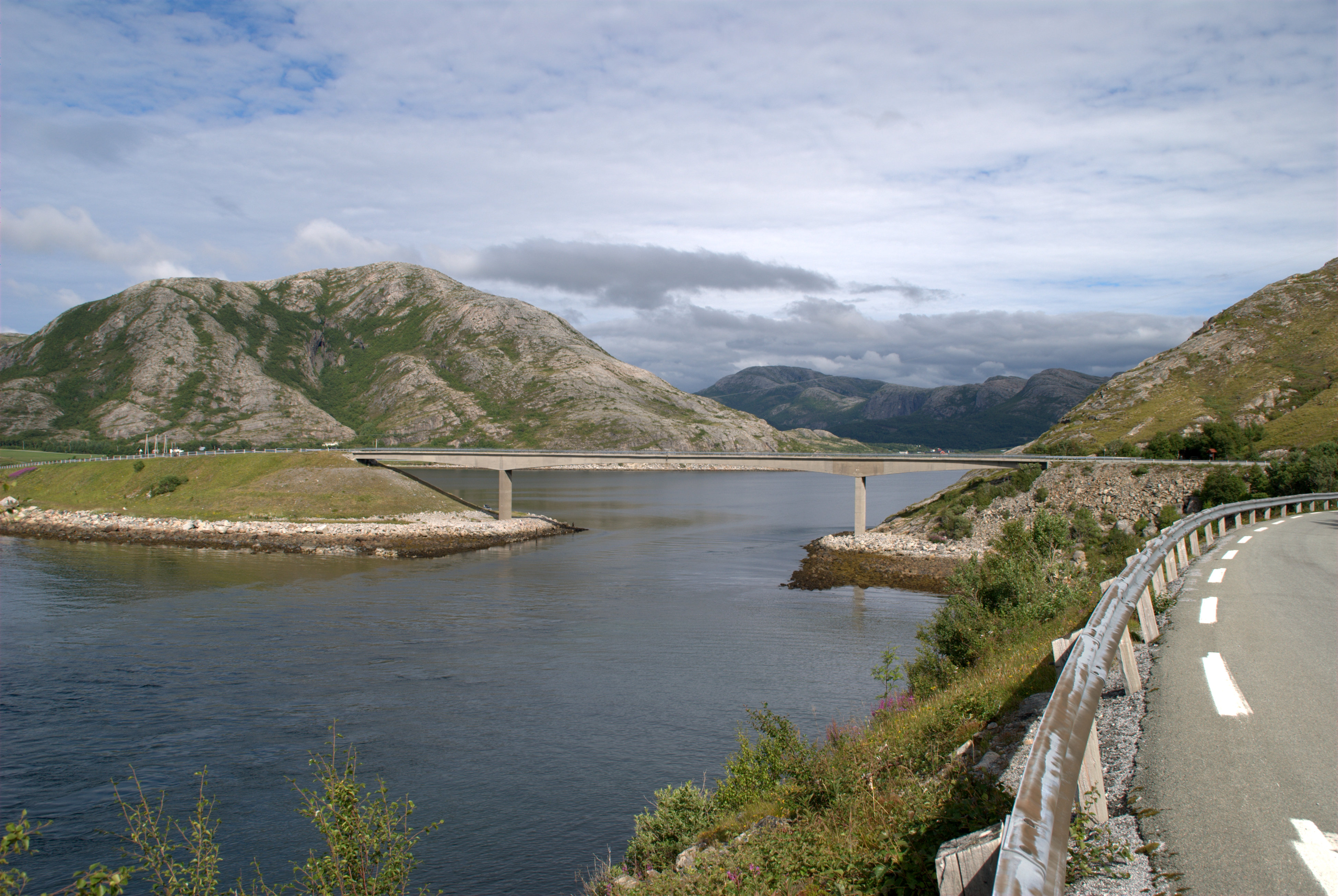
Straumholbrua am Osenfjord

Das seit 1987 offizielle Wappen der Kommune zeigt ein silbernes Fischernetz auf silbernem Hintergrund. Der Gemeindename leitet sich wohl vom gleichnamigen Ort ab. Das Wort „os“ bedeutet „Mündung“ und soll sich hier auf die Mündung der Steindalselva beziehen. Eine andere Theorie geht davon aus, dass der Name zuerst als Name für den Fjord genutzt worden ist.